# Pterolophia ugandicola
Pterolophia ugandicola là một loài bọ cánh cứng trong họ Cerambycidae.